# Mariners du Maine (1977-1987)
Pour les articles homonymes, voir Mariners du Maine (homonymie).
Les Mariners du Maine sont une équipe de hockey sur glace qui a évolué dans la Ligue américaine de hockey de 1977 à 1987.

## Histoire
Les Mariners du Maine sont créés en 1977 par les Nordiques de Québec comme club-école puis déménagent à Utica en 1987 pour devenir les Devils d'Utica.